# (4168) Millan
(4168) Millan es un asteroide perteneciente al cinturón de asteroides, descubierto el 6 de marzo de 1979 por el equipo del Observatorio Félix Aguilar desde el Complejo Astronómico El Leoncito, San Juan, Argentina.

## Designación y nombre
Designado provisionalmente como 1979 EE. Fue nombrado Millan en honor al ingeniero de minas argentino "Julio Rodolfo Millán".